# Novarum Stirpium Brasiliensium Decades
Novarum Stirpium Brasiliensium Decades (abreviado Nov. Stirp. Bras.) es un libro con ilustraciones y descripciones botánicas que fue escrito por el botánico y explorador italiano; Giovanni Casaretto y publicado en Génova en 10 decas en los años 1842 a 1845.